# قاسم‌آباد (زرندیه)
قاسم‌آباد یا قاسم‌آباد علیا روستایی در دهستان حکیم‌آباد بخش مرکزی شهرستان زرندیه استان مرکزی ایران است.

## جمعیت
بر پایه سرشماری عمومی نفوس و مسکن در سال ۱۳۹۵ جمعیت این روستا ۵۸۴ نفر (۲۰۱خانوار) بوده‌است.